# 1652 en philosophie
Chronologie de la philosophie
- 1648
- 1649
- 1650
- 1651
- 1652
- 1653
- 1654
- 1655
- 1656

L’année 1652 a été marquée, en philosophie, par les événements suivants :

## Publications
- Johann Clauberg :  Defensio Cartesiana (Défense de Descartes), 1652.

- Johannes Micraelius : 
  - Tabellae historicae, 1652  (Scan)
  - De mutationibus rerum publicarum earumque causis, praesagiis er curatione.

- Henry More : An Antidote against Atheism (1652), réimpression partielle in Philosophical Writings of Henry More, p. 3-53.

- Georg Stengel :  Judicium particulare hominibus statim post obitam mortem impendens. Ingolstadt, Georg Haenlin 1652.

## Décès
- 7 août à Cambridge  : John Smith, né en 1618 à Achurch (village près de Oundle, Northamptonshire), est un philosophe et théologien anglais.